# The Return of the Durango Kid
The Return of the Durango Kid è un film del 1945 diretto da Derwin Abrahams.
È un western statunitense ambientato nel 1875 con Charles Starrett, Tex Harding e Jean Stevens.
Fa parte della serie di film western della Columbia incentrati sul personaggio di Durango Kid.

## Produzione
Il film, diretto da Derwin Abrahams su una sceneggiatura di J. Benton Cheney, fu prodotto da Colbert Clark per la Columbia Pictures e girato nel Columbia/Warner Bros. Ranch a Burbank, California, dal 5 al 15 giugno 1944.

## Distribuzione
Il film fu distribuito negli Stati Uniti dal 19 aprile 1945 al cinema dalla Columbia Pictures.
Altre distribuzioni:
- in Portogallo il 4 aprile 1949 (O Regresso do Vingador)
- in Brasile (A Volta de Durango Kid)
- nel Regno Unito (Stolen Time)
- in Grecia (O kavallaris me ti maska)

## Promozione
La tagline è: GALLOP TO GLORY WITH A GREAT NEW HERO...ROBIN HOOD OF THE RANGE!.